# Octangle étoilé
 (février 2024).
La mise en forme du texte ne suit pas les recommandations de Wikipédia : il faut le « wikifier ».
Les points d'amélioration suivants sont les cas les plus fréquents. Le détail des points à revoir est peut-être précisé sur la page de discussion.
- Les titres sont pré-formatés par le logiciel. Ils ne sont ni en capitales, ni en gras.
- Le texte ne doit pas être écrit en capitales (les noms de famille non plus), ni en gras, ni en italique, ni en « petit »…
- Le gras n'est utilisé que pour surligner le titre de l'article dans l'introduction, une seule fois.
- L'italique est rarement utilisé : mots en langue étrangère, titres d'œuvres, noms de bateaux, etc.
- Les citations ne sont pas en italique mais en corps de texte normal. Elles sont entourées par des guillemets français : « et ».
- Les listes à puces sont à éviter, des paragraphes rédigés étant largement préférés. Les tableaux sont à réserver à la présentation de données structurées (résultats, etc.).
- Les appels de note de bas de page (petits chiffres en exposant, introduits par l'outil «  Source ») sont à placer entre la fin de phrase et le point final[comme ça].
- Les liens internes (vers d'autres articles de Wikipédia) sont à choisir avec parcimonie. Créez des liens vers des articles approfondissant le sujet. Les termes génériques sans rapport avec le sujet sont à éviter, ainsi que les répétitions de liens vers un même terme.
- Les liens externes sont à placer uniquement dans une section « Liens externes », à la fin de l'article. Ces liens sont à choisir avec parcimonie suivant les règles définies. Si un lien sert de source à l'article, son insertion dans le texte est à faire par les notes de bas de page.
- La présentation des références doit suivre les conventions bibliographiques. Il est recommandé d'utiliser les modèles {{Ouvrage}}, {{Chapitre}}, {{Article}}, {{Lien web}} et/ou {{Bibliographie}}. Le mode d'édition visuel peut mettre en forme automatiquement les références.
- Insérer une infobox (cadre d'informations à droite) n'est pas obligatoire pour parachever la mise en page.

Pour une aide détaillée, merci de consulter Aide:Wikification.
Si vous pensez que ces points ont été résolus, vous pouvez retirer ce bandeau et améliorer la mise en forme d'un autre article.
L'octangle étoilé est un composé polyédrique aussi connu sous le nom de stella octangula, d'octaèdre étoilé, d'étoile à huit pointes, ou encore d'étoile de David à trois dimensions. Il a été mentionné en 1509 par Luca Pacioli dans son livre « de divina proportione », puis redécouvert par Johannes Kepler en 1609, qui le baptisa stella octangula (étoile à huit sommets).
C'est le plus simple des cinq composés polyédriques réguliers, et le seul composé régulier de deux tétraèdres.

Projections orthographiques
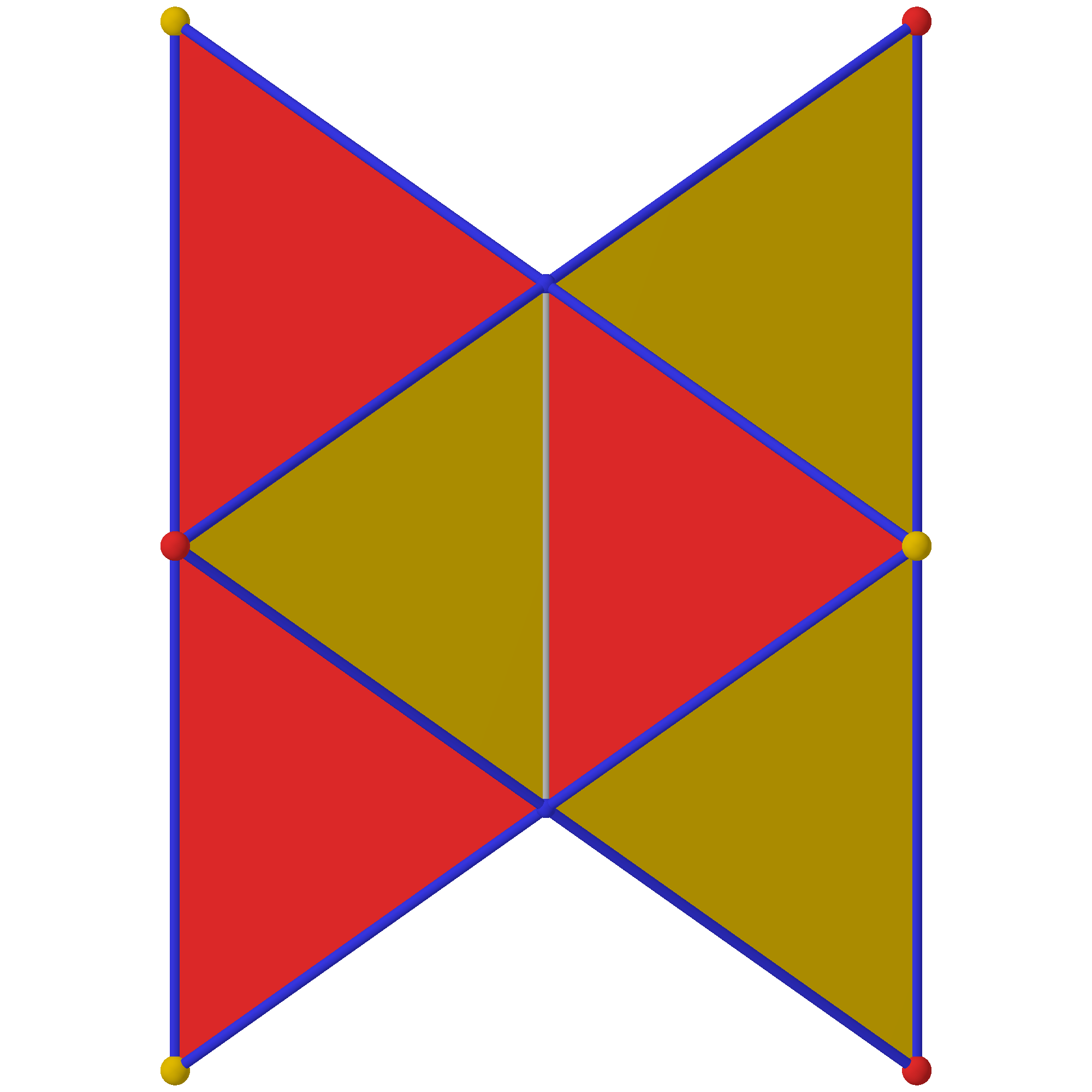
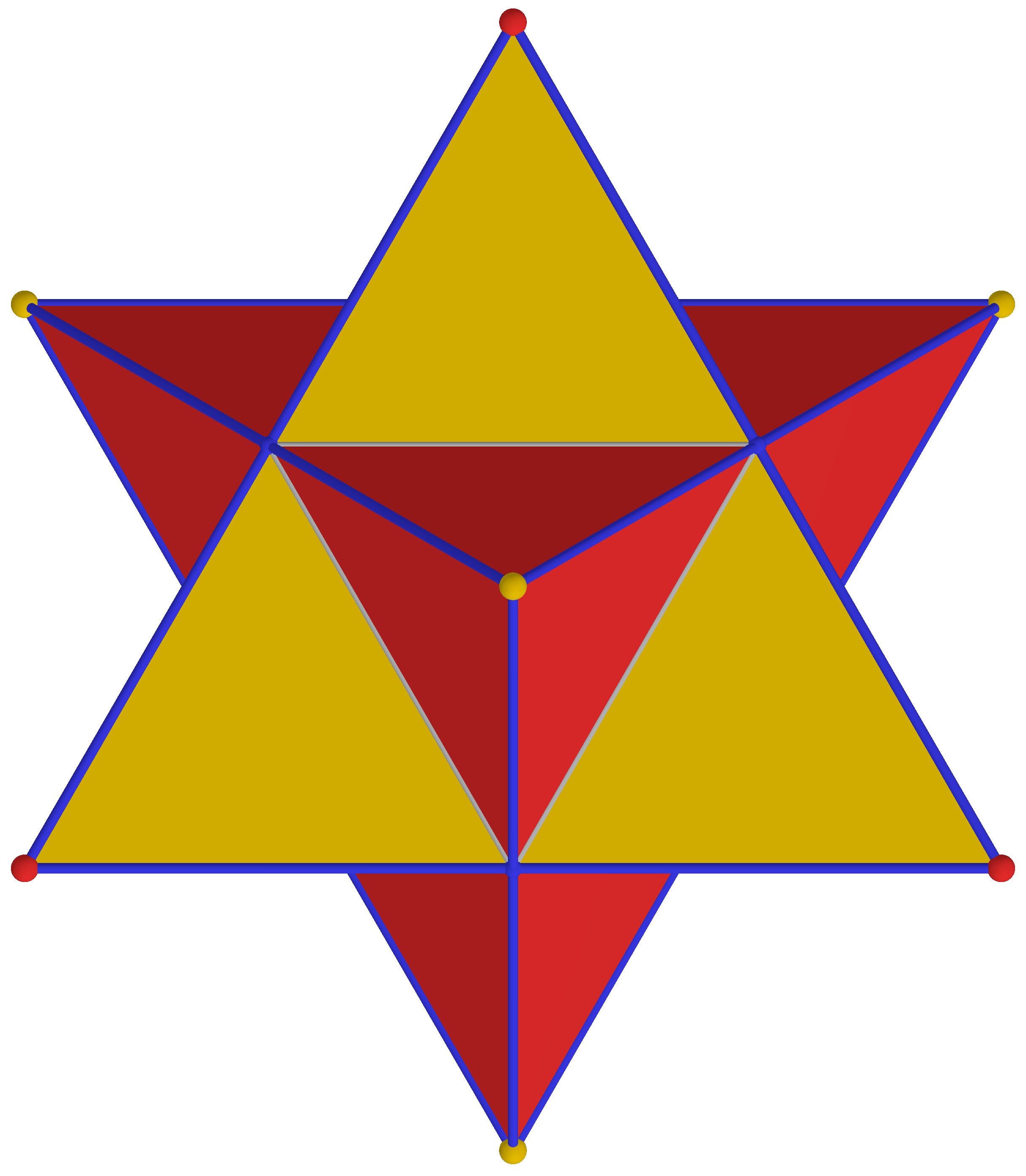
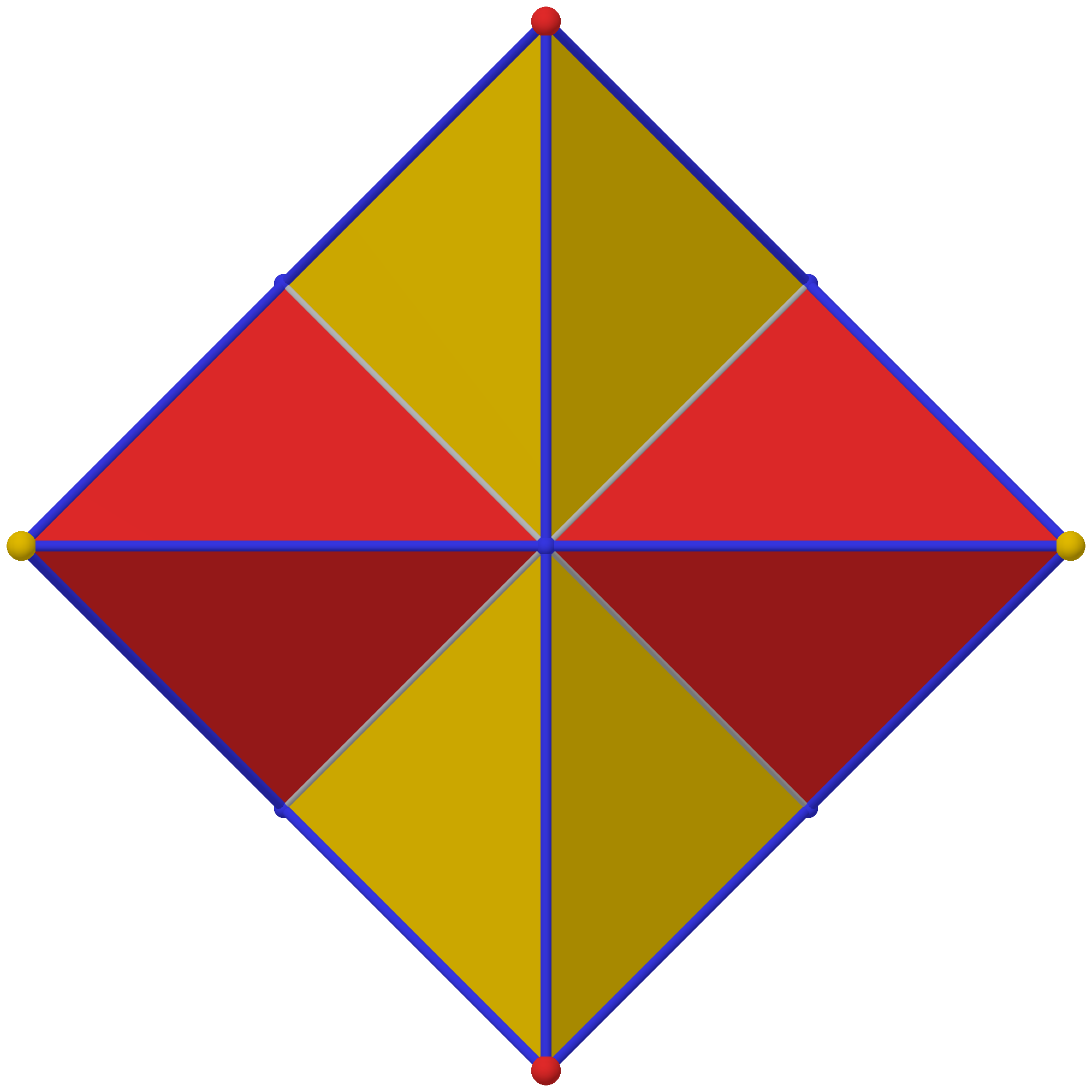

Il peut être vu soit comme composé polyédrique, soit comme stellation.
Comme composé, c'est la réunion de deux tétraèdres. Les sommets des deux tétraèdres sont ceux d'un cube. L'intersection des deux solides tétraédriques est un octaèdre dont les faces sont incluses dans celles du composé. L'octangle peut donc être vu comme un octaèdre sur les faces duquel ont été posées des pyramides. Il a la même topologie que le solide de Catalan convexe nommé triakioctaèdre, qui possède de plus petites pyramides.
Comme stellation, c'est la seule extension étoilée de l'octaèdre. Chaque face triangulaire de l'octaèdre est remplacée par le triangle équilatéral dont les milieux des côtés sont les sommets de cette face (voir le modèle W19 de Wenninger dans la liste des polyèdres de Wenninger (en)).

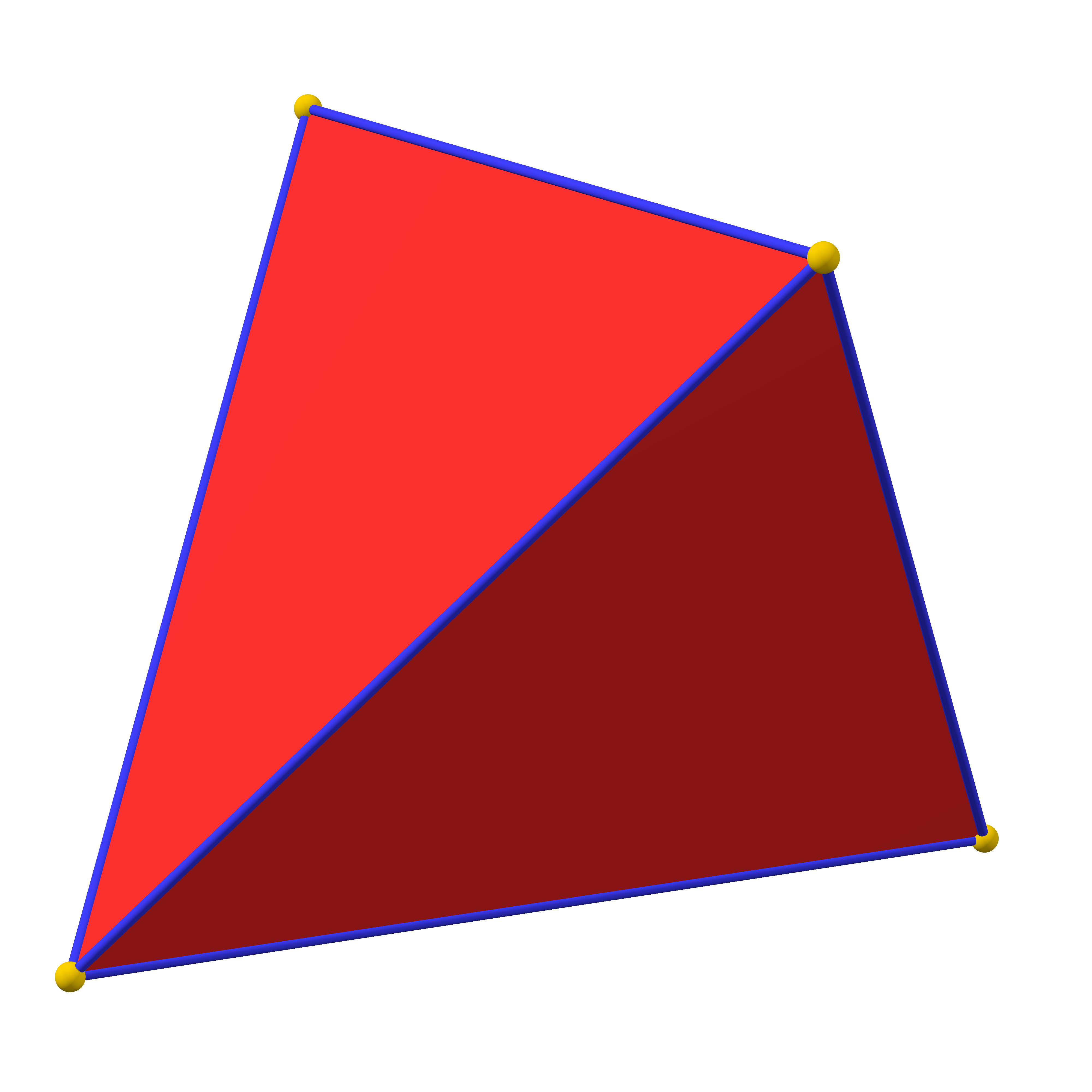
Premier tétraèdre...
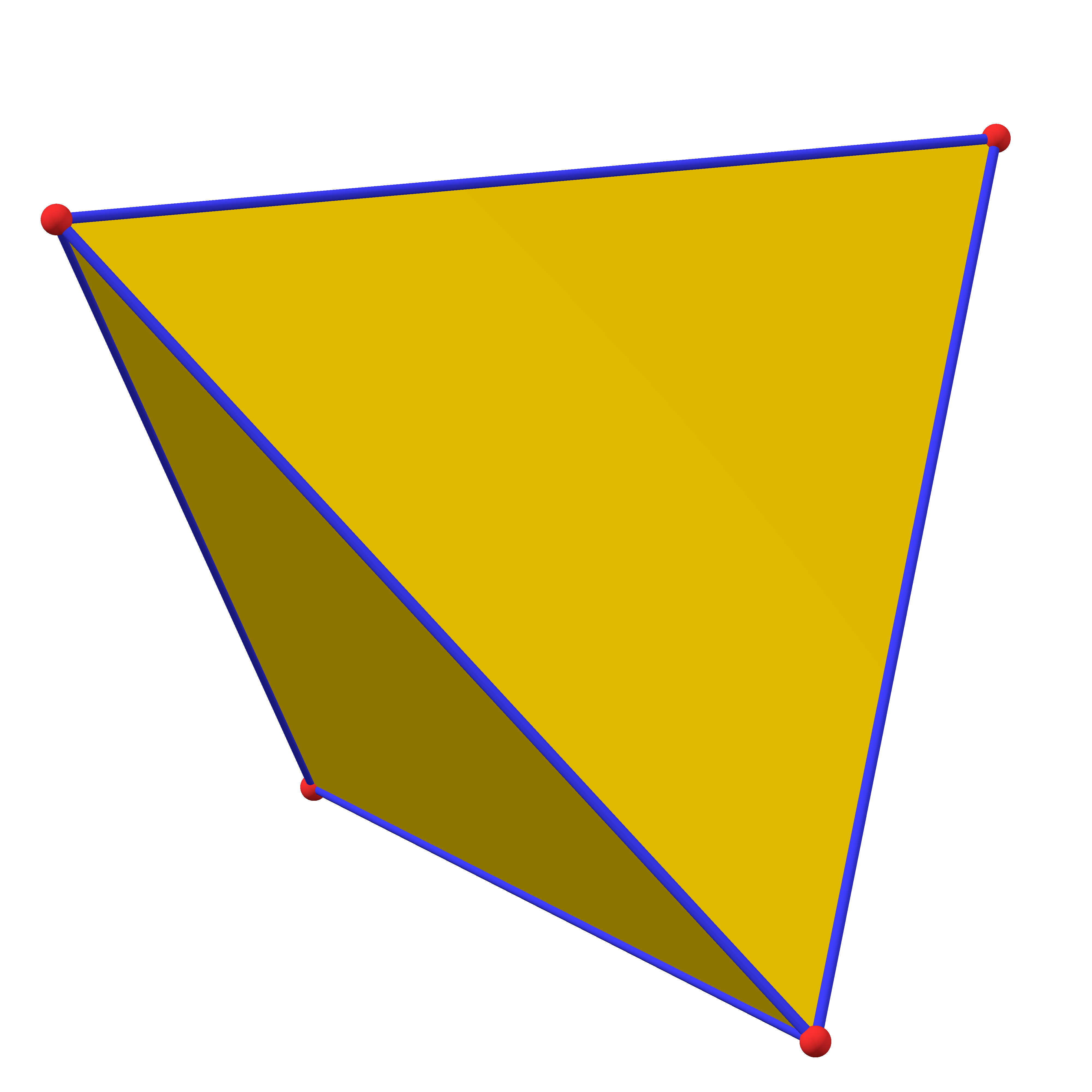
...et son dual.
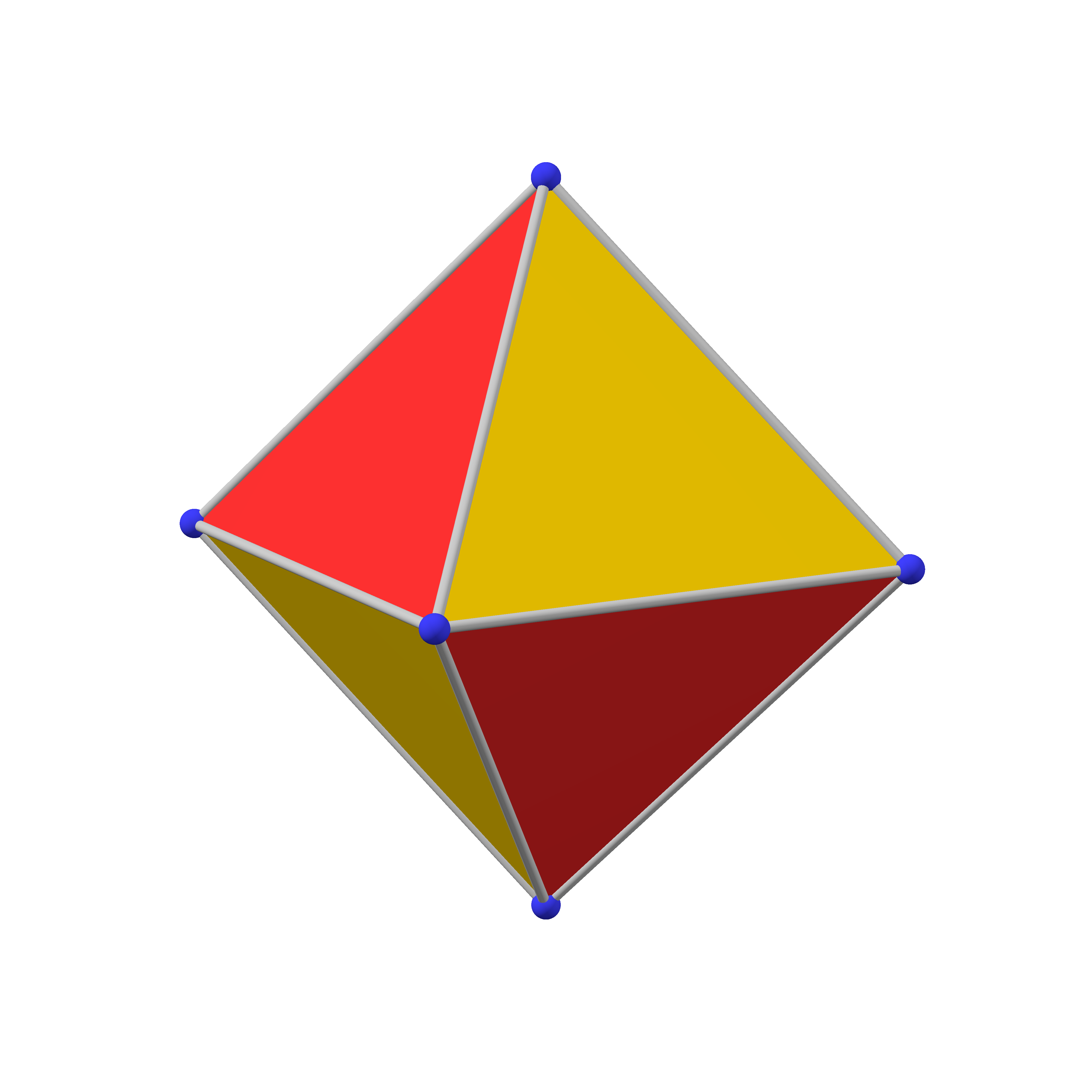
Octaèdre intersection.
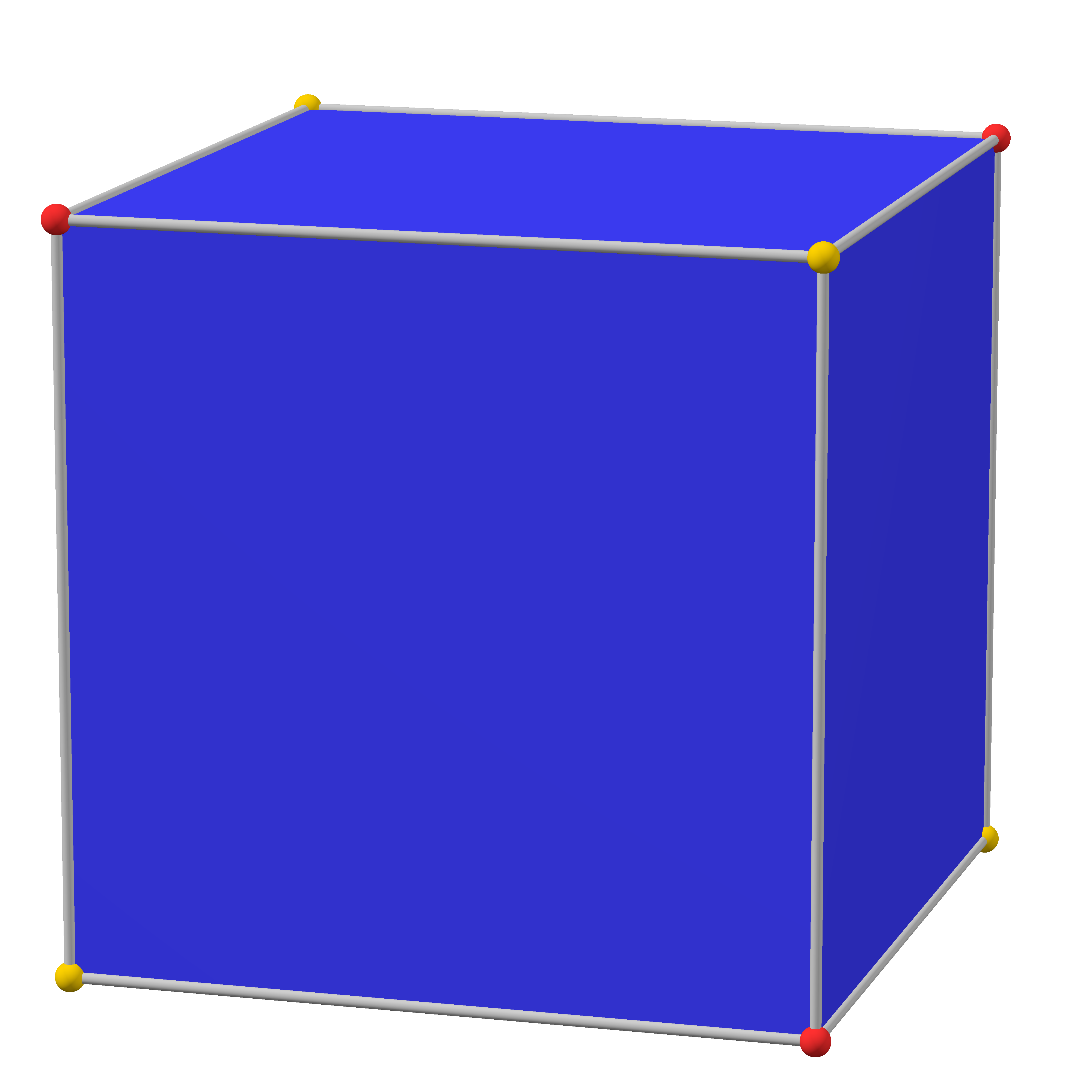
Enveloppe convexe des sommets.

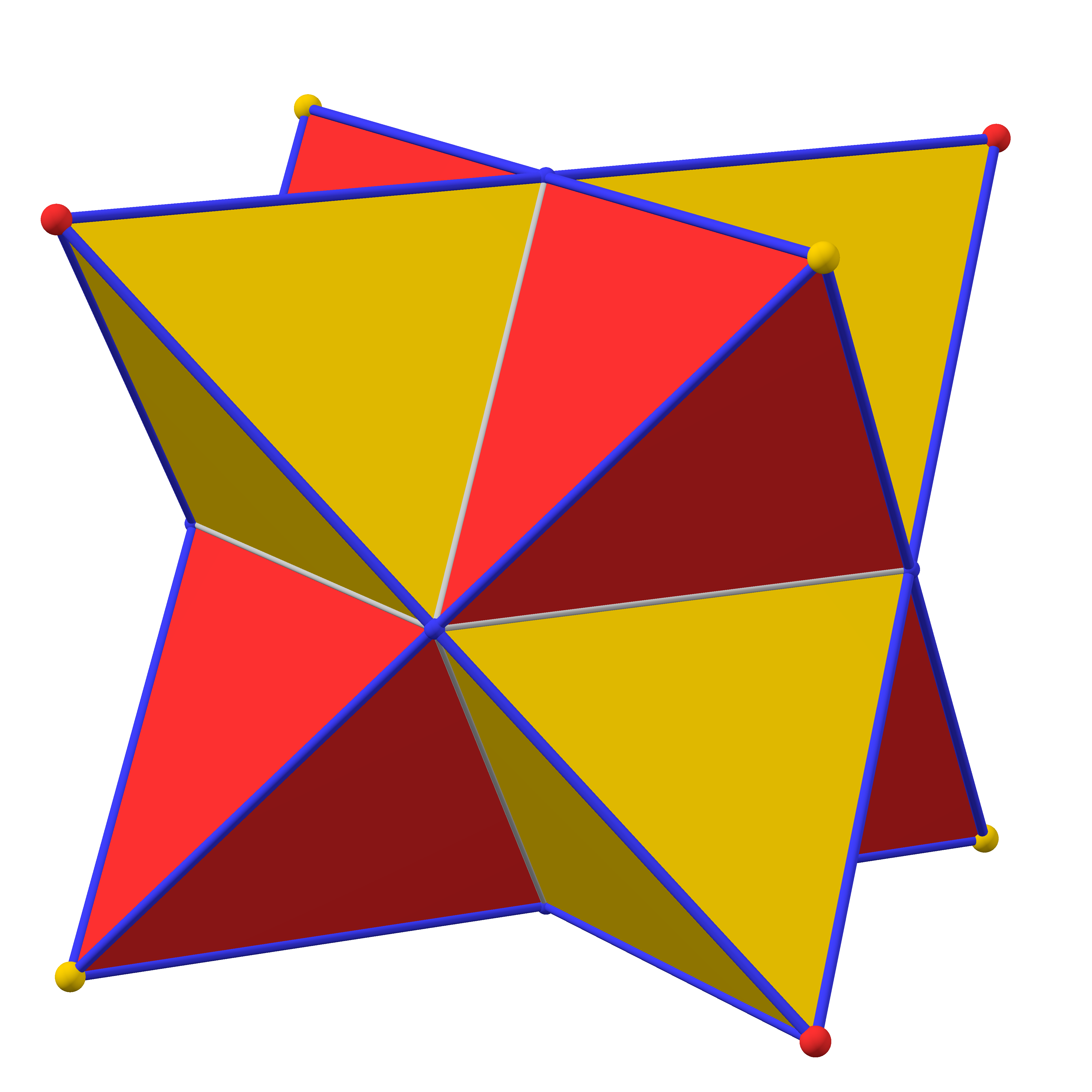
Si les 6 points de croisements des arêtes étaient aussi marqués comme sommets...
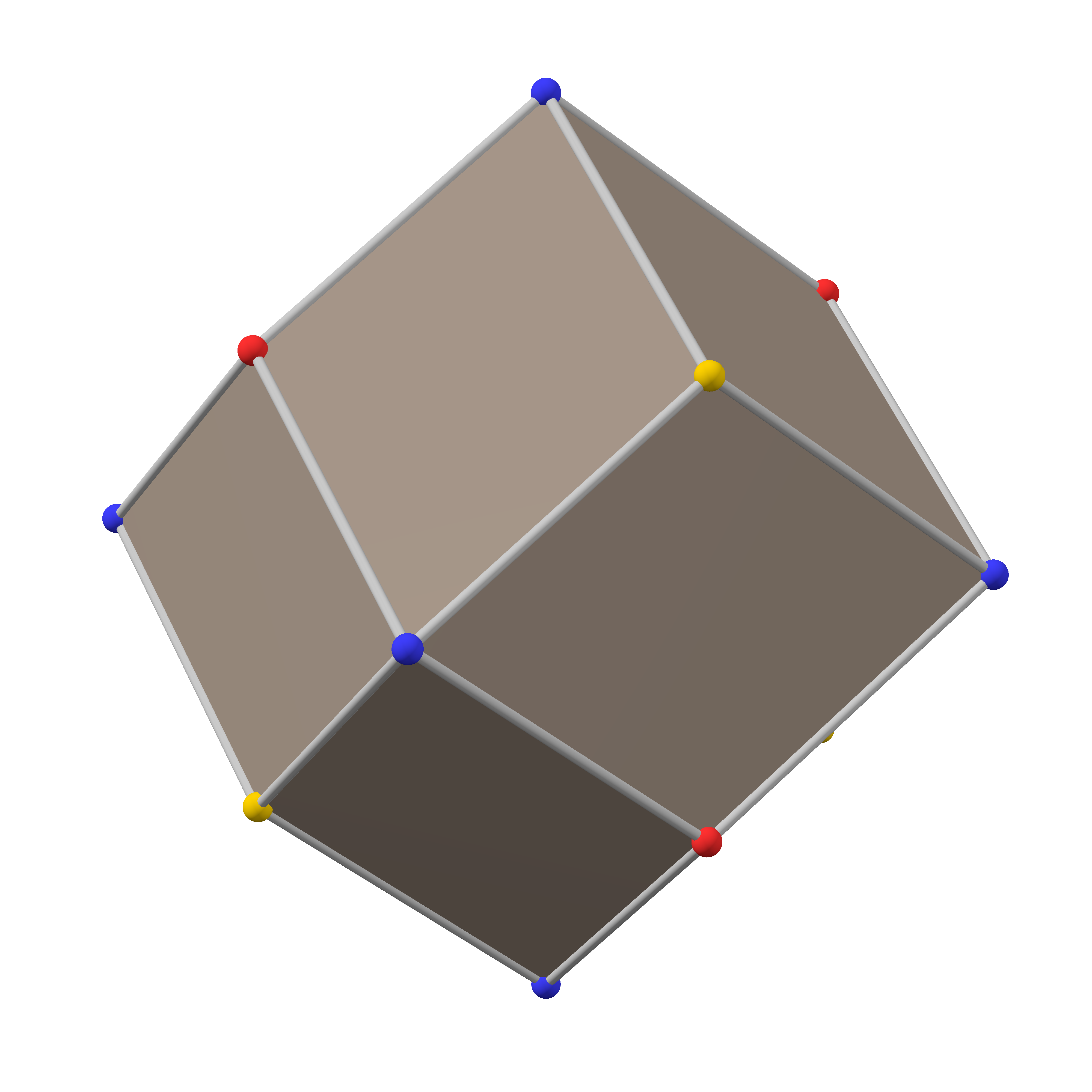
...la projection sur la sphère circonscrite serait la même que celle d'un dodécaèdre rhombique.

## L'octangle dans l'art
L'octangle étoilé apparaît en compagnie d'autres polyèdres et composés polyédriques dans la lithographie "Étoiles" de M. C. Escher et en constitue la forme centrale dans "Double Planétoïde" .